# Скаржинці (Розсошанська сільська громада)
Ска́ржинці — село в Україні, у Розсошанській сільській громаді Хмельницького району Хмельницької області.

## Географія
Подільське село Скаржинці розташоване в західній частині України, поблизу села проходить автошлях національного значення Н03.

## Історія
Село відоме з XVIII століття.
В XIX столітті село було маєтком поміщика Валерія Робертовича Маровського, який збудував двоповерховий палац і оточив його парком. В 1952 році будівлі маєтку були передані обласній психіатричній лікарні, яка діє у селі дотепер. У 1969 році Скаржинецький парк був віднесений до пам'яток садово-паркового мистецтва, крім того, на його території визначено окрему ботанічну пам'ятку — Алею каштана і бука європейського.
З 24 серпня 1991 року, підтверджене результатами Всеукраїнського референдуму від 1 грудня 1991 року, село Скаржинці — в складі України.
У 2015 році селі було відкрито будівлю нової загальноосвітньої школи.
17 липня 2020 року, в результаті адміністративно-територіальної реформи та ліквідації Ярмолинецького району, село увійшло до складу новоутвореного Хмельницького району.

## Населення
Населення становить 925 осіб станом на 2001 рік.

### Мова
Розподіл населення за рідною мовою за даними перепису 2001 року:
| Мова       | Кількість | Відсоток |
| ---------- | --------- | -------- |
| українська | 910       | 98.38%   |
| російська  | 14        | 1.51%    |
| білоруська | 1         | 0.11%    |
| Усього     | 925       | 100%     |

## Транспорт
Ділянка автодороги Н-03 Житомир — Чернівці поблизу села належить до аварійно-небезпечних. Такий статус їй надала Служба відновлення та розвитку інфраструктури у Хмельницькій області. Таких ділянок в районі села Скаржинці дві. Перша, зі сторони від Хмельницького, протяжністю 717 метрів, друга — 1329 метрів. Проміжок між ними має довжину 34 метри.
Основними причинами ДТП на ділянці в управлінні патрульної поліції називали такі:
- порушення безпечної швидкості руху,
- виїзд на смугу зустрічного руху,
- недотримання безпечної дистанції.

## Пам'ятки
Селі знаходиться:
- Палац Маровських,
- Скаржинецький парк.

## Світлини

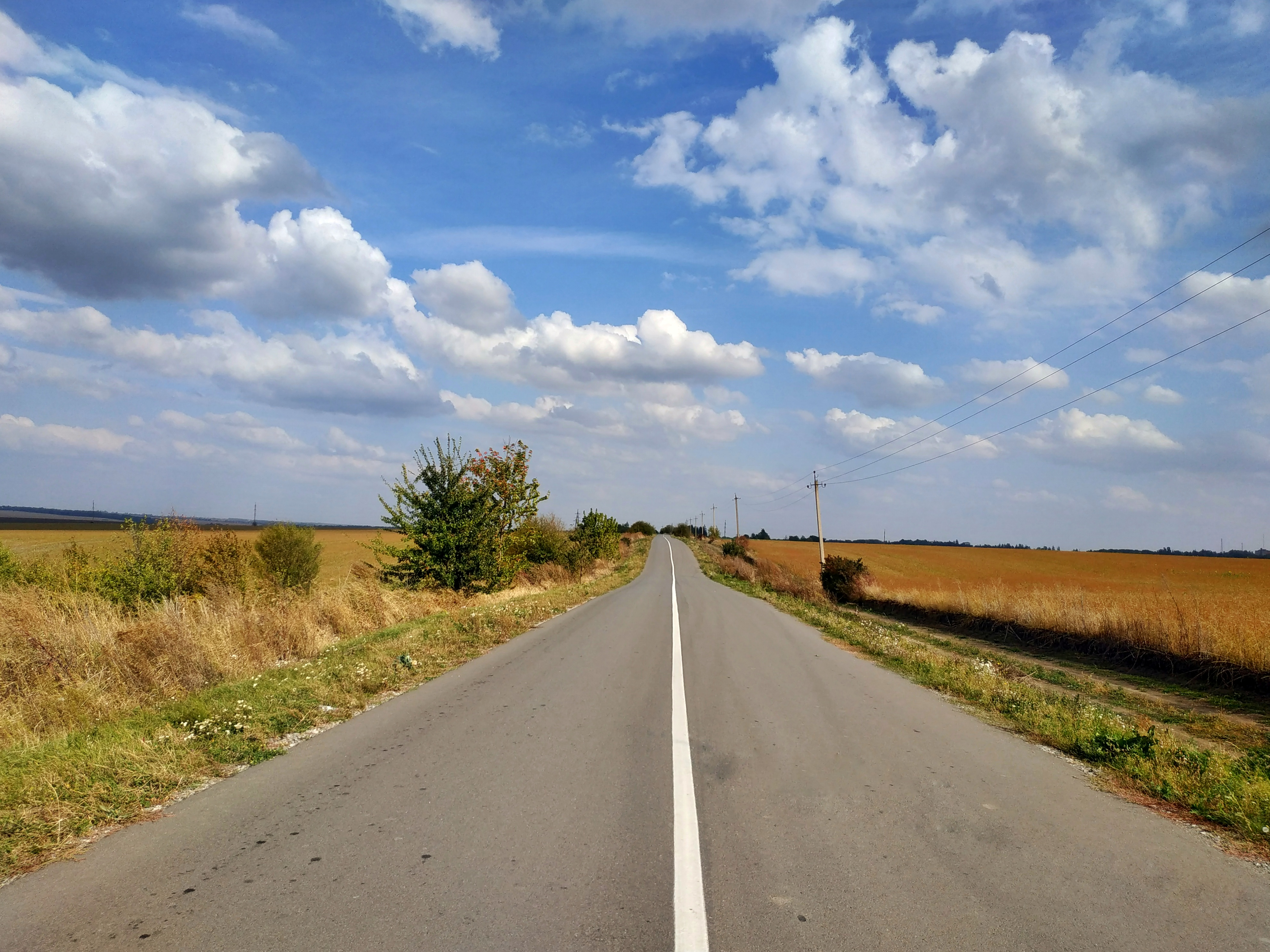
Дорога на Скаржинці
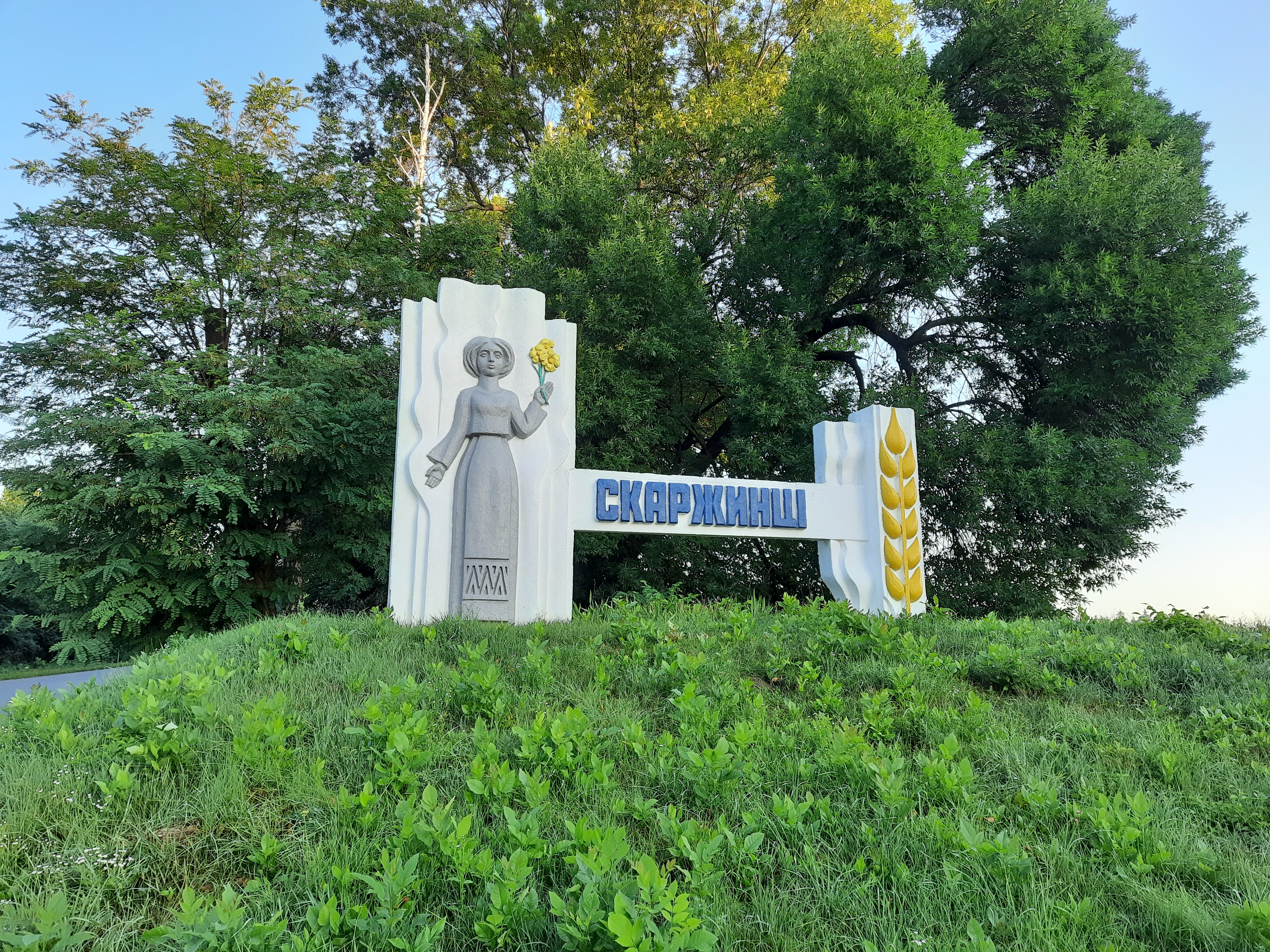
Стела при в'їзді в село
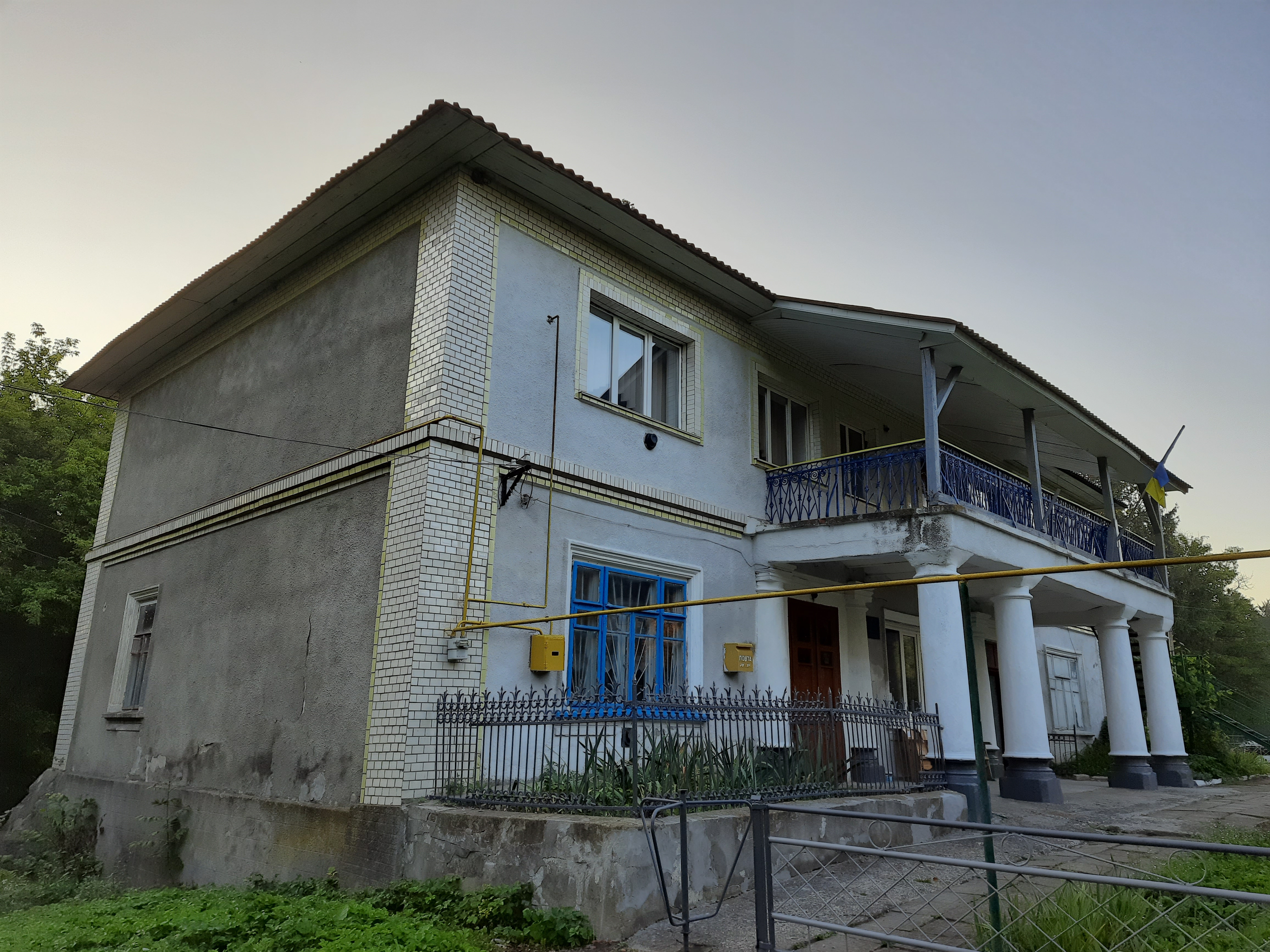
Садибний будинок Маровських
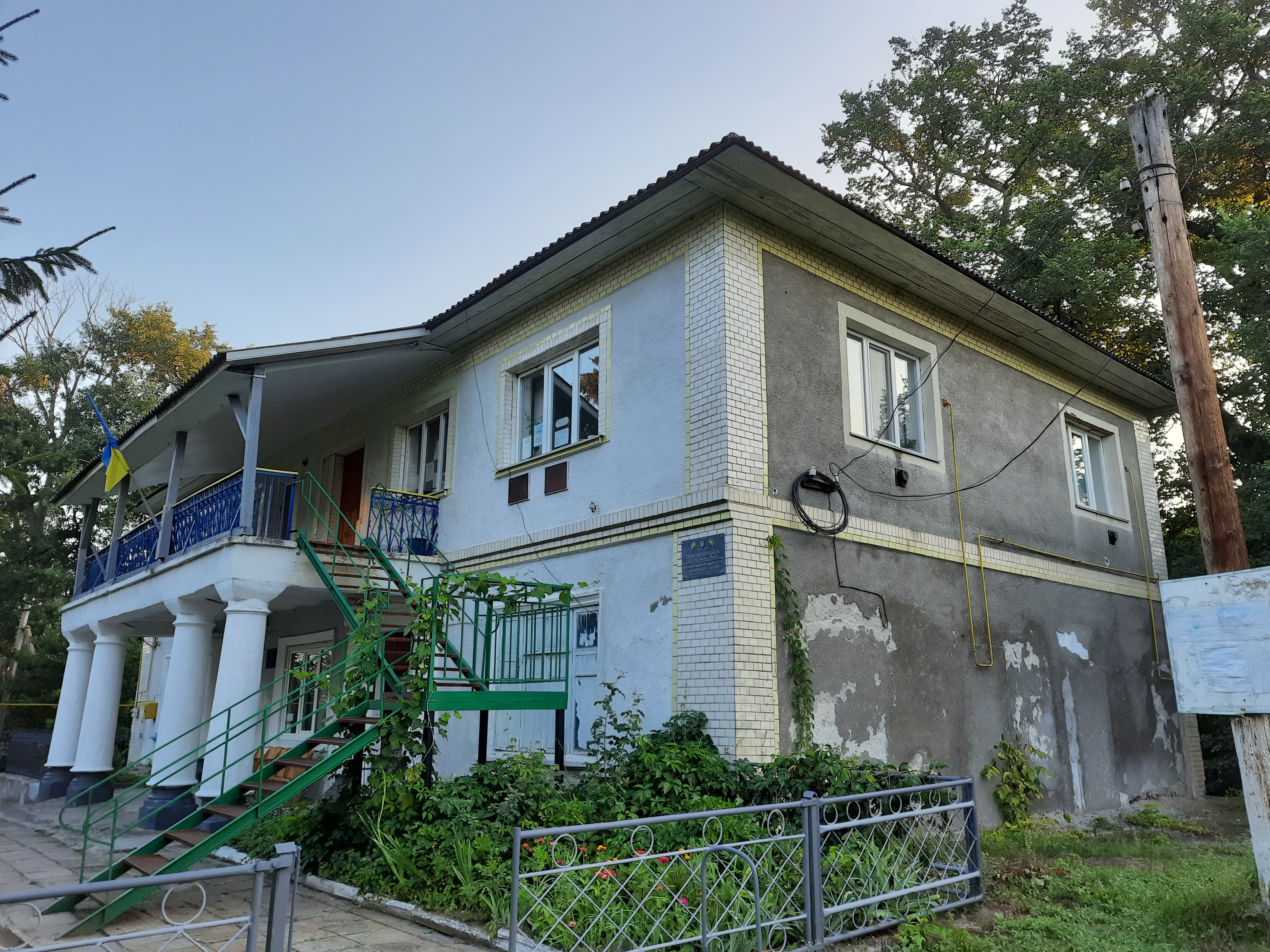
Садибний будинок Маровських
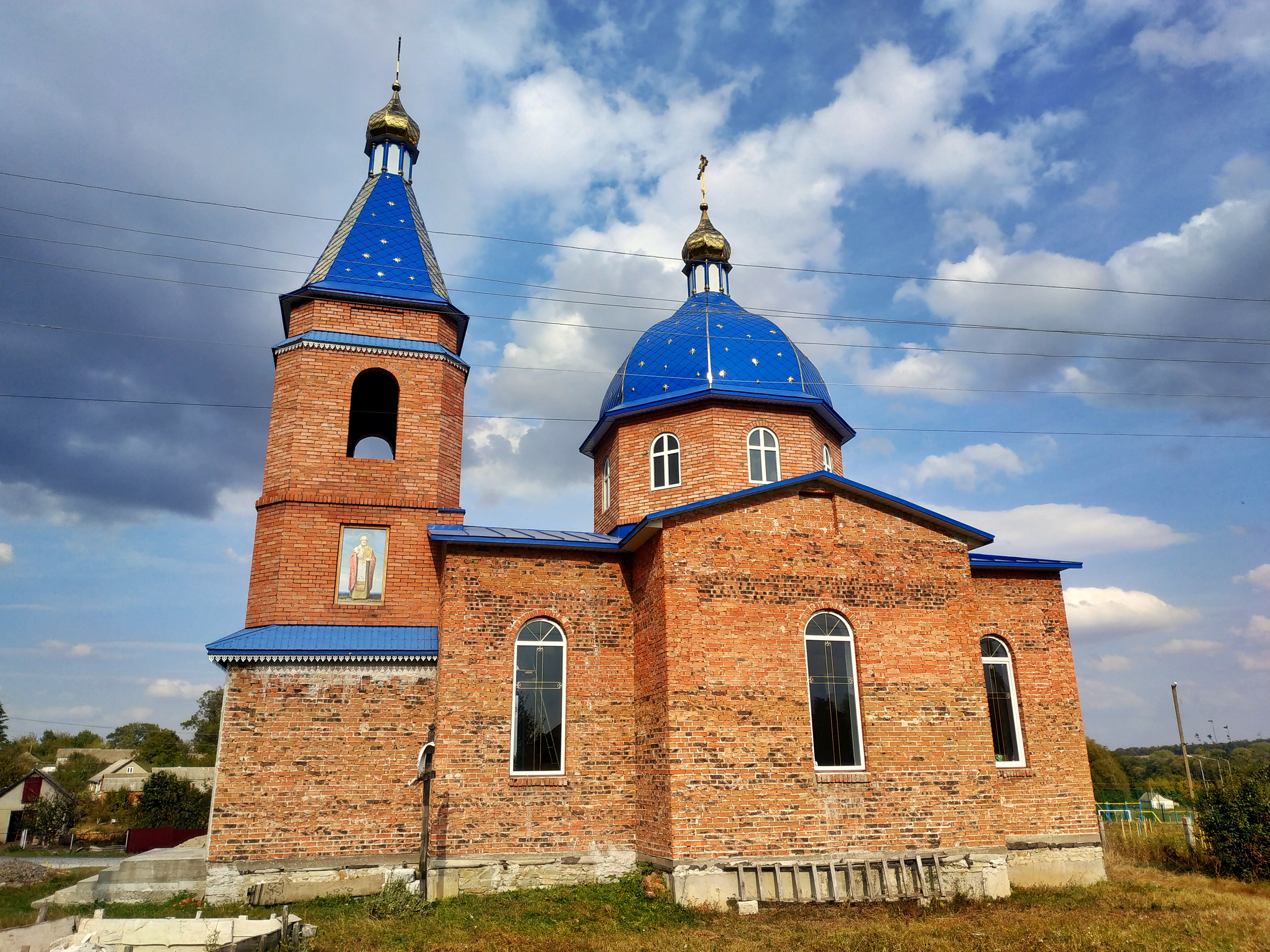
Сільська церква
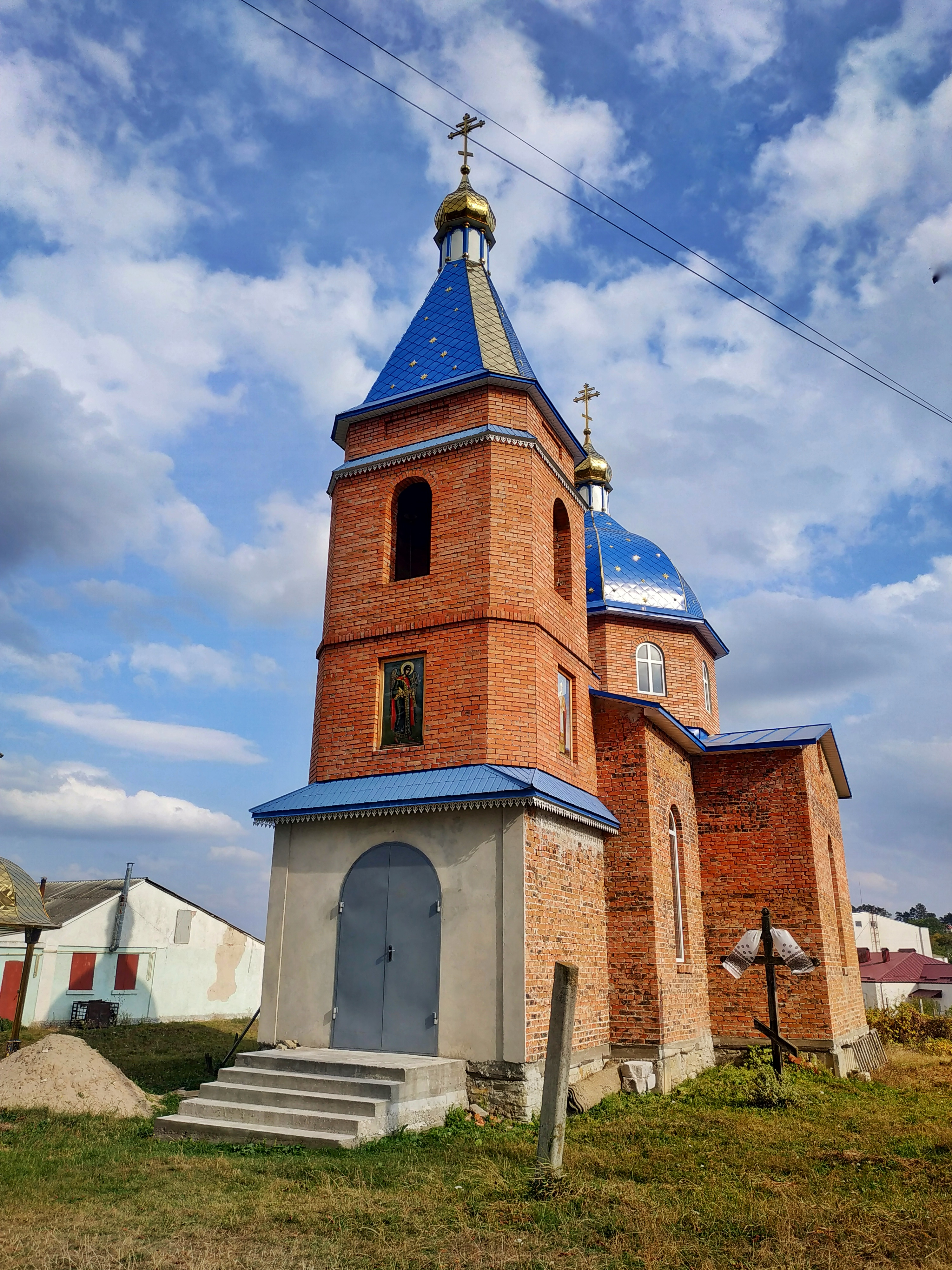
Сільська церква
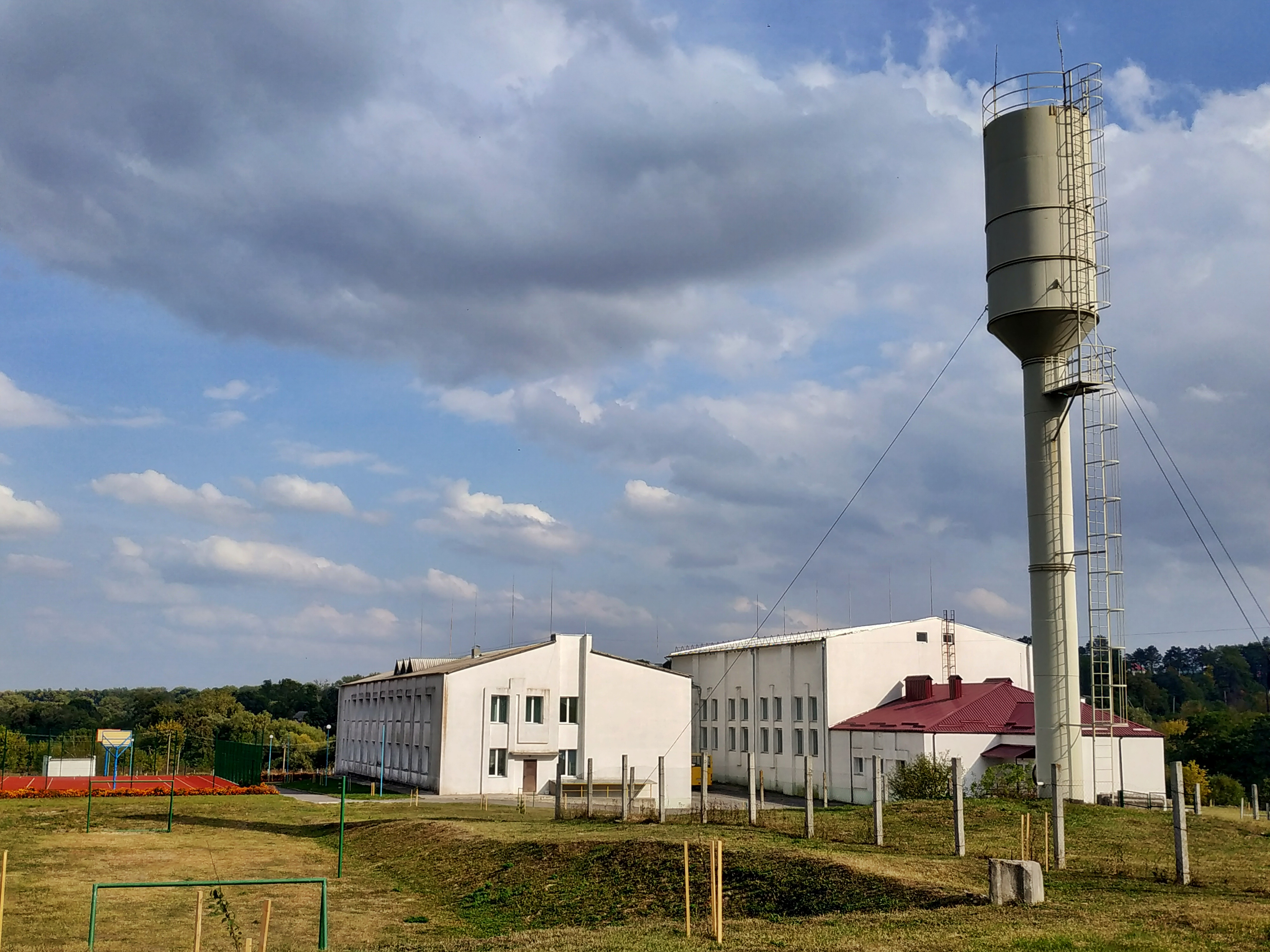
Школа
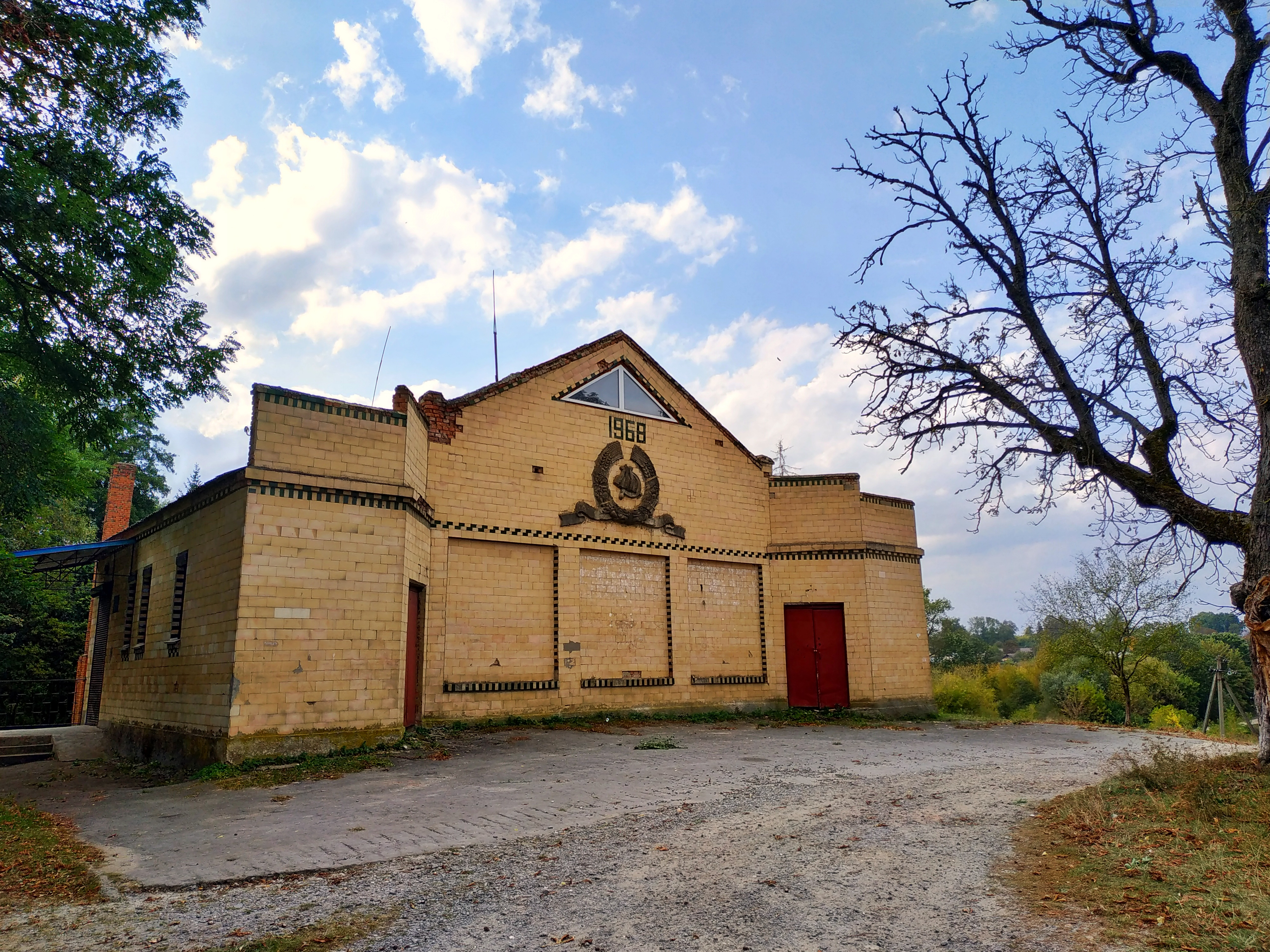
Клуб
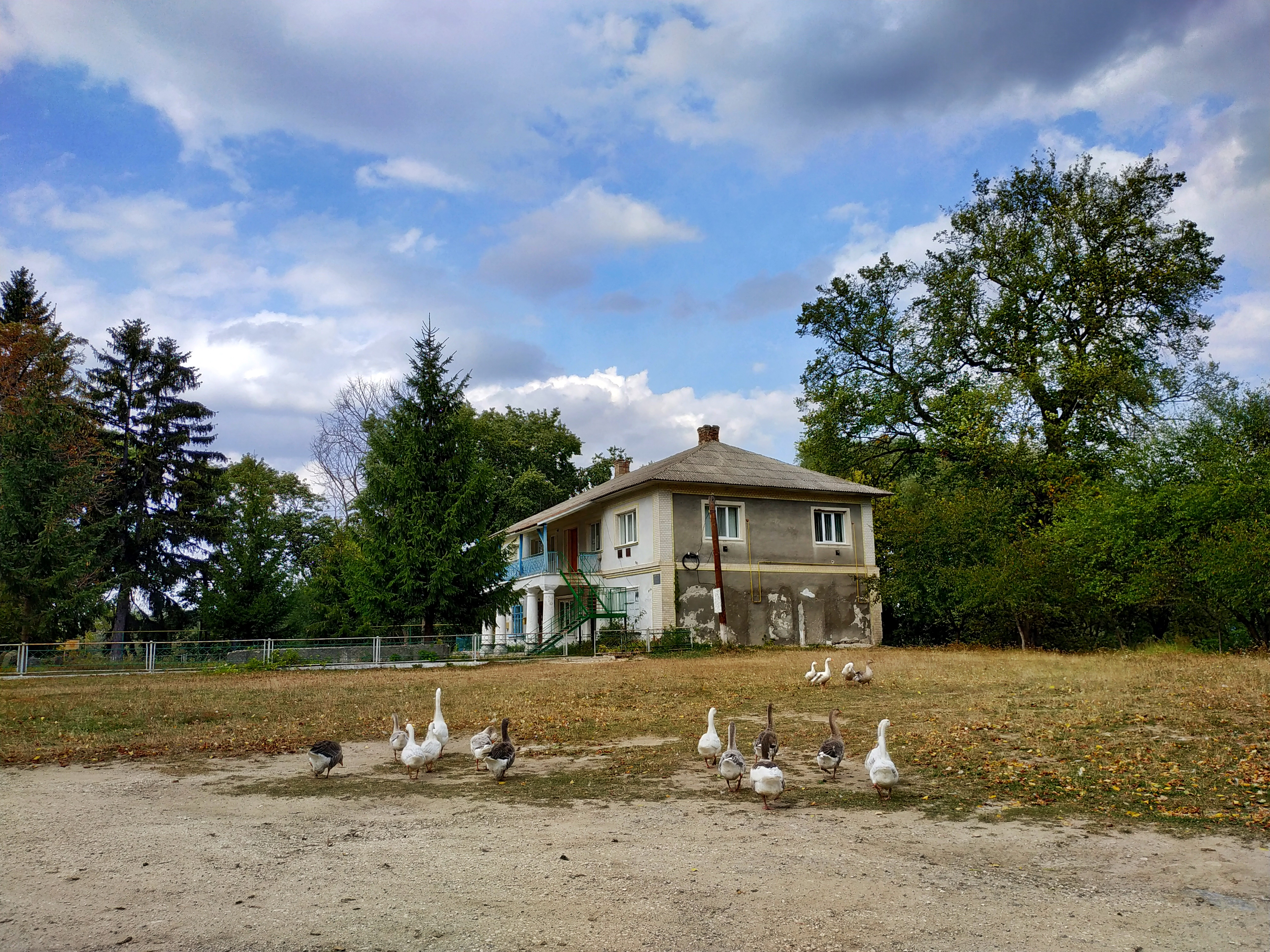
Старостат
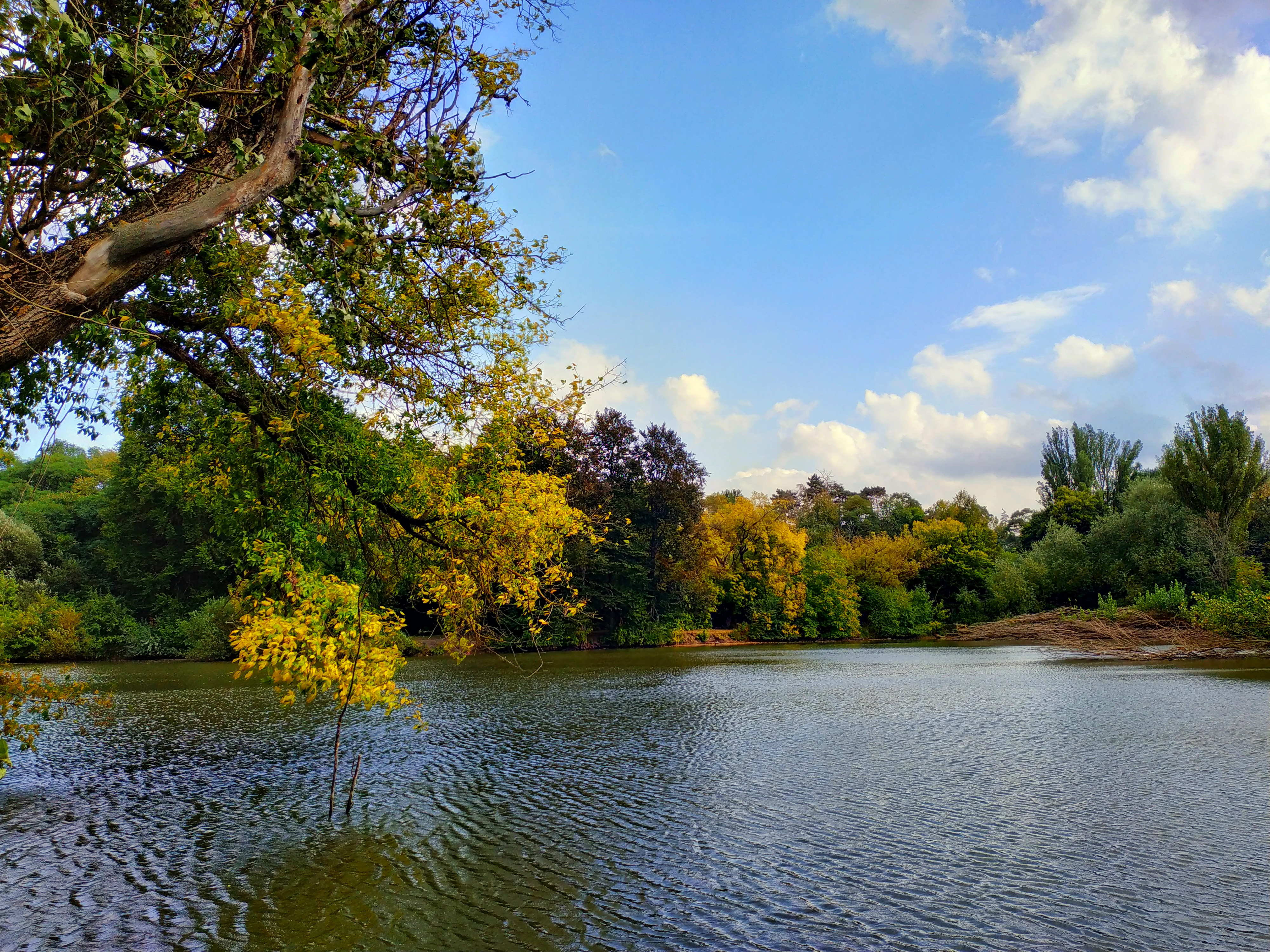
Осінній пейзаж
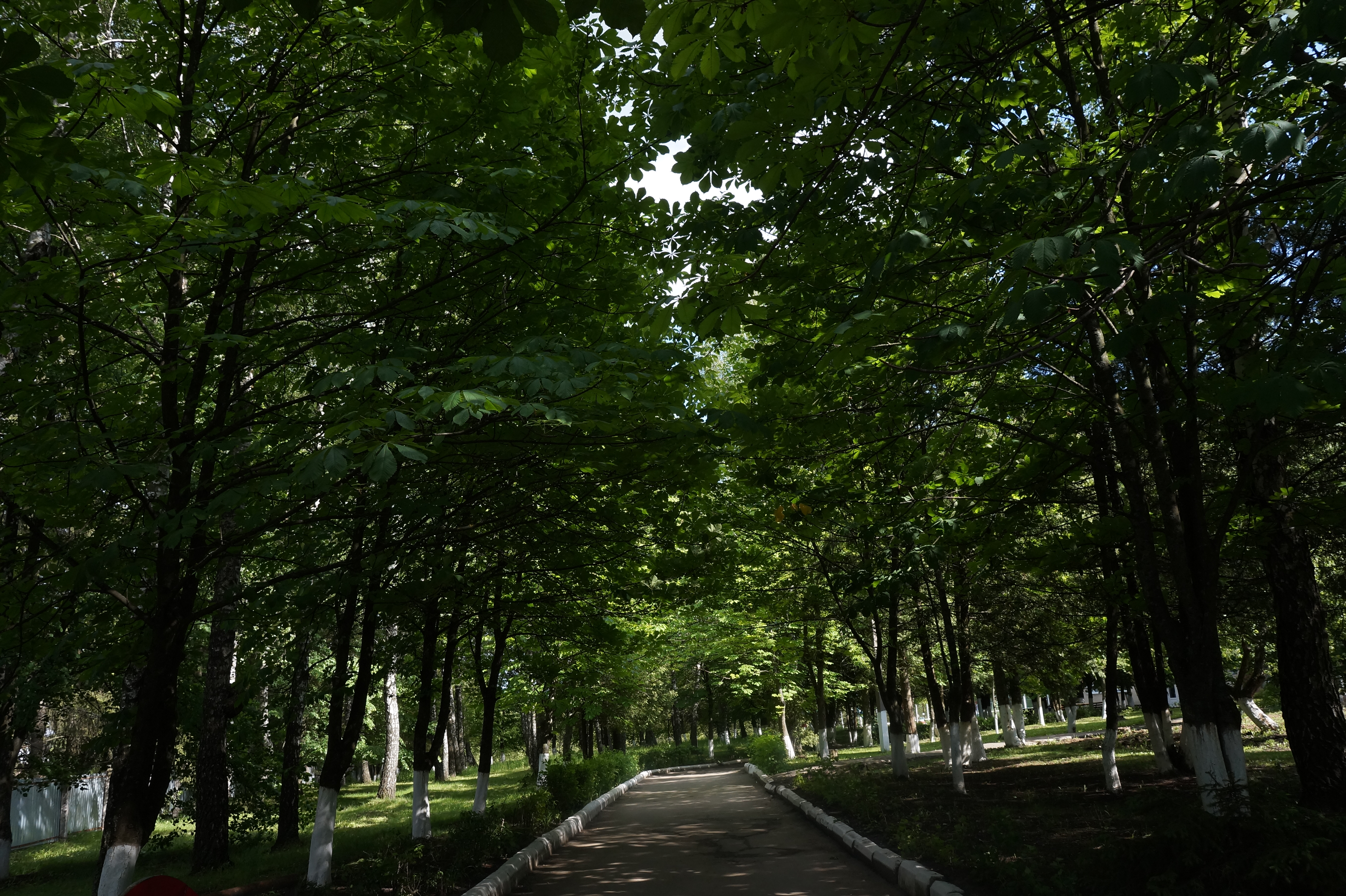
Пам'ятна каштанова алея на території Скаржинецького парку.
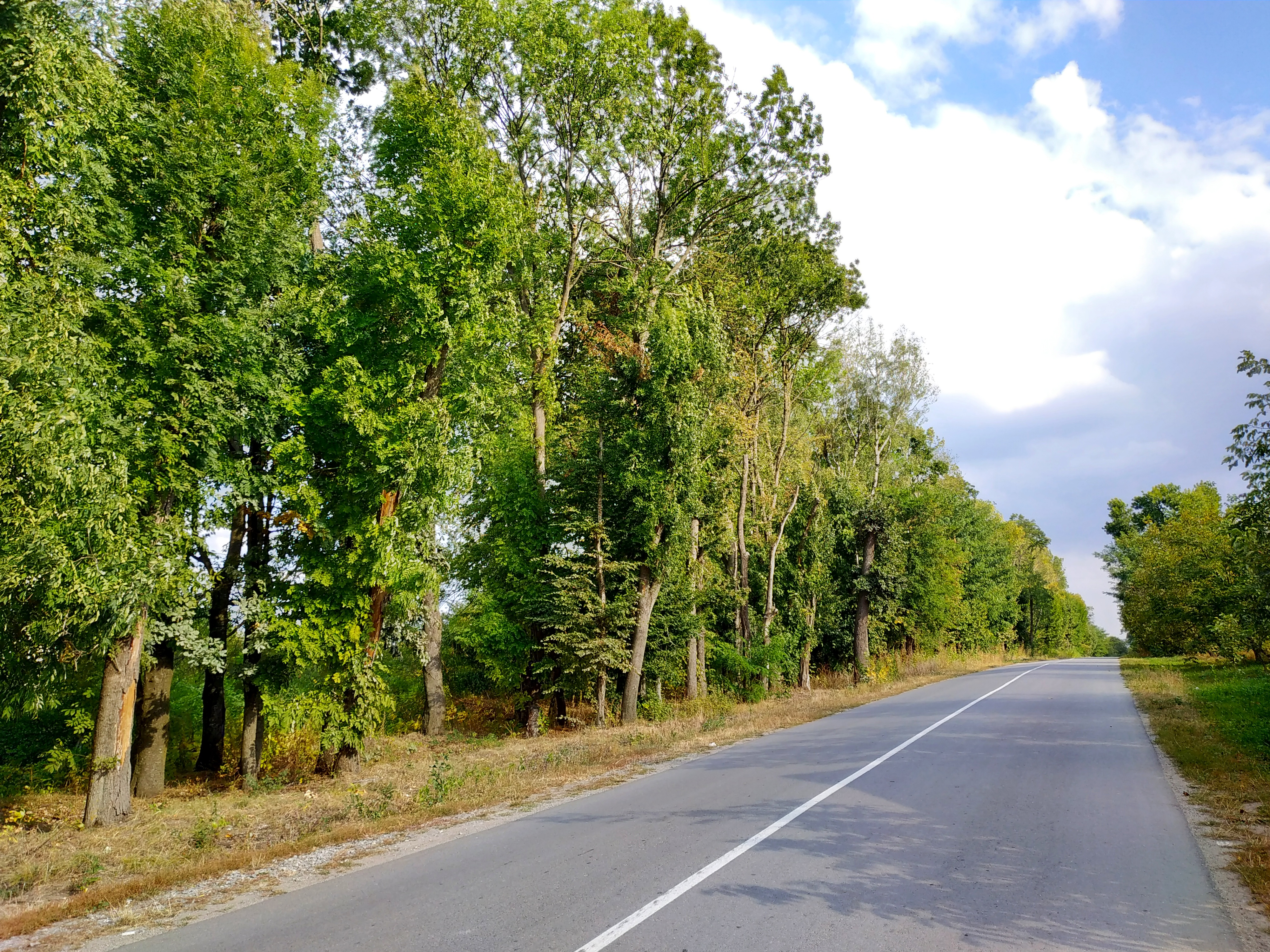
Вулиця в селі
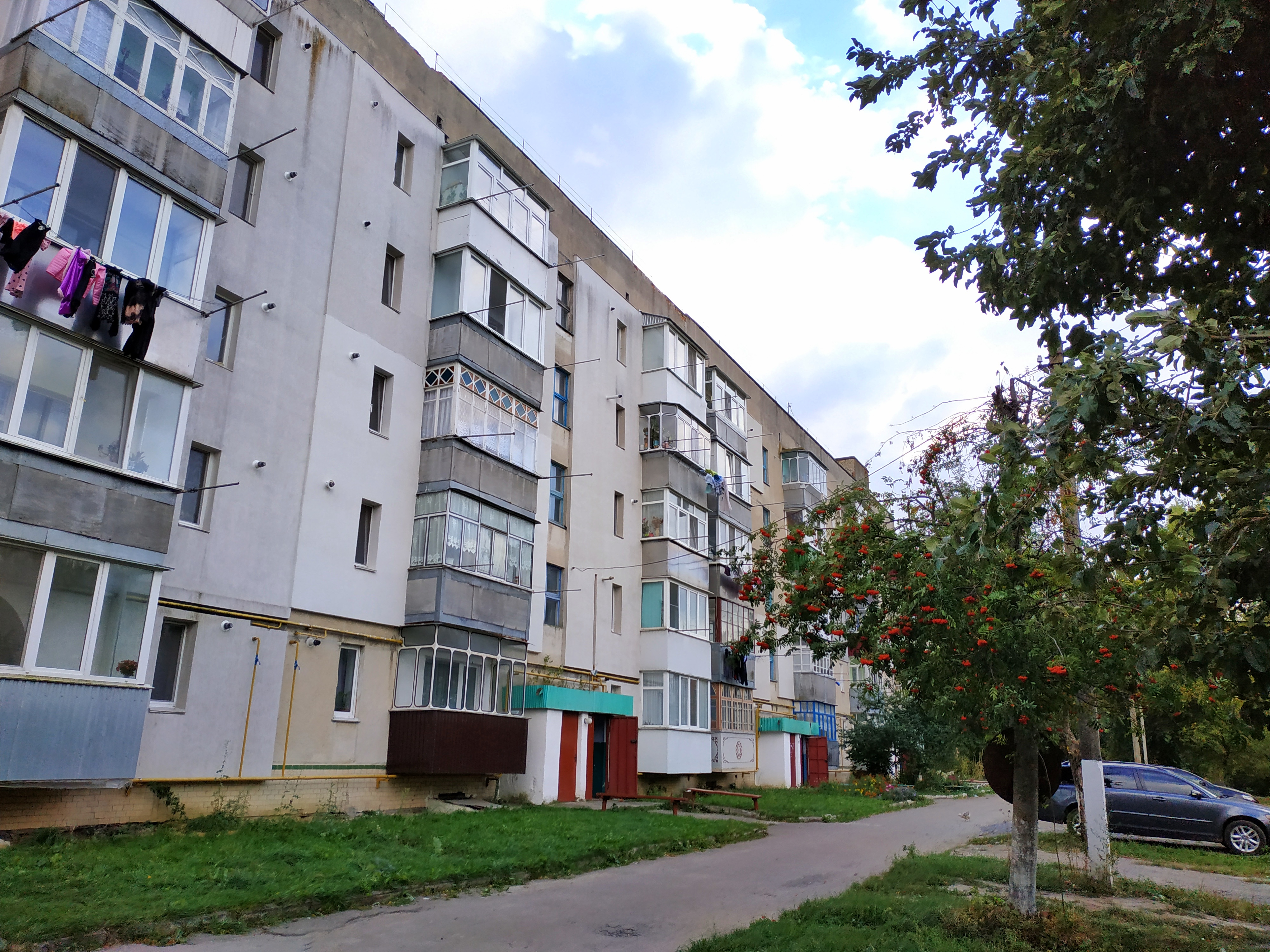
П’ятиповерхівка
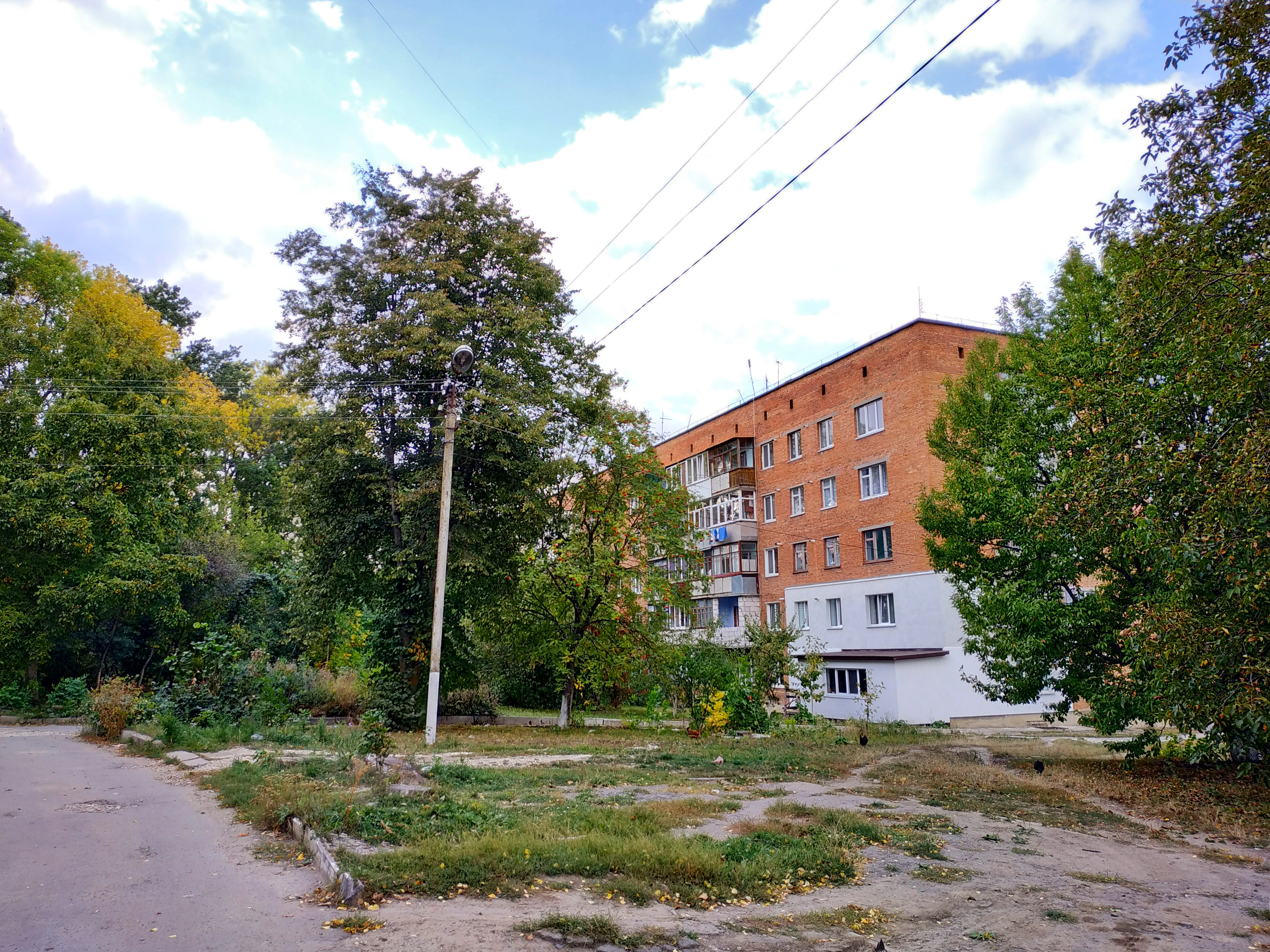
П’ятиповерхівка
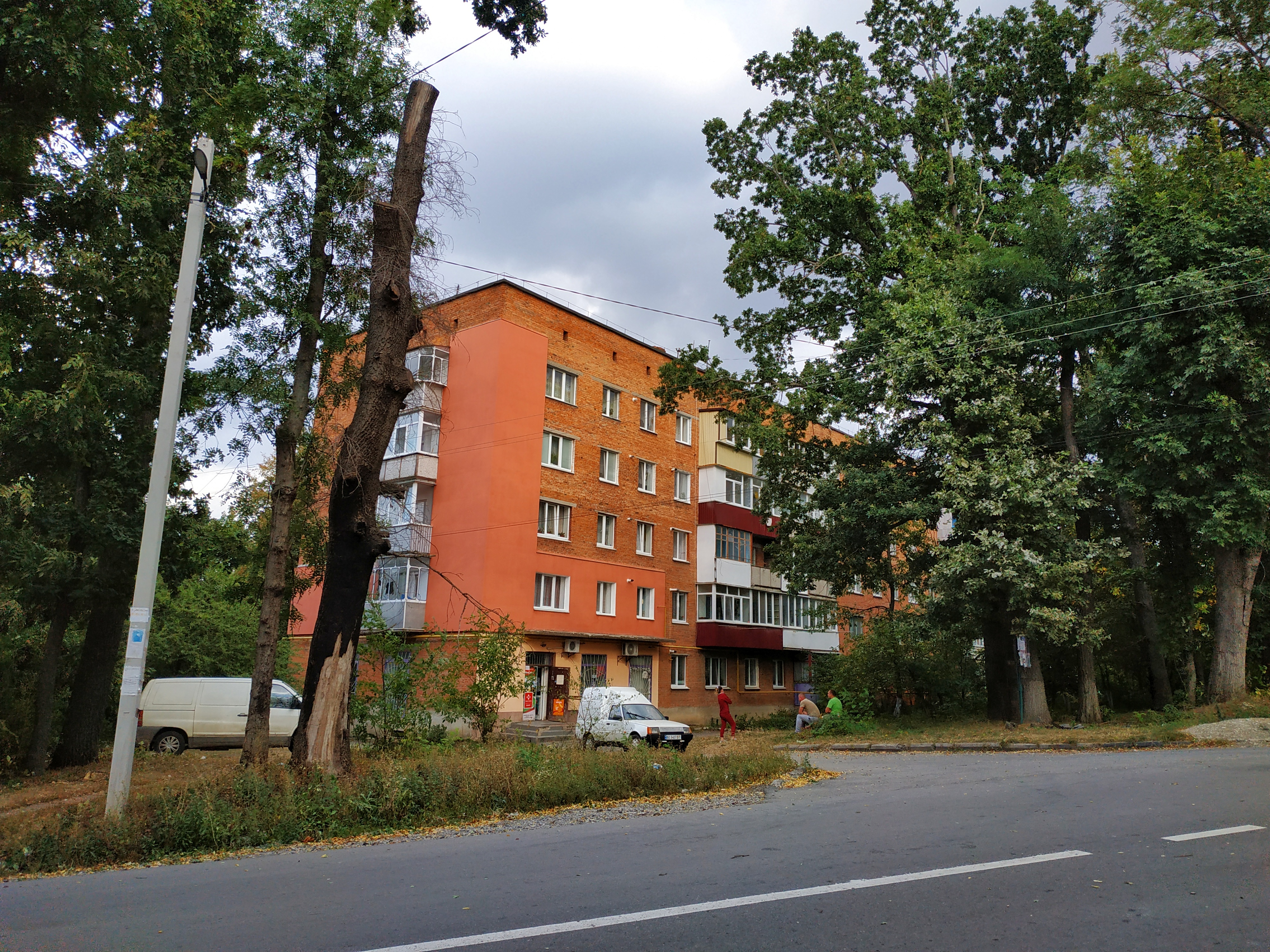
П’ятиповерхівка
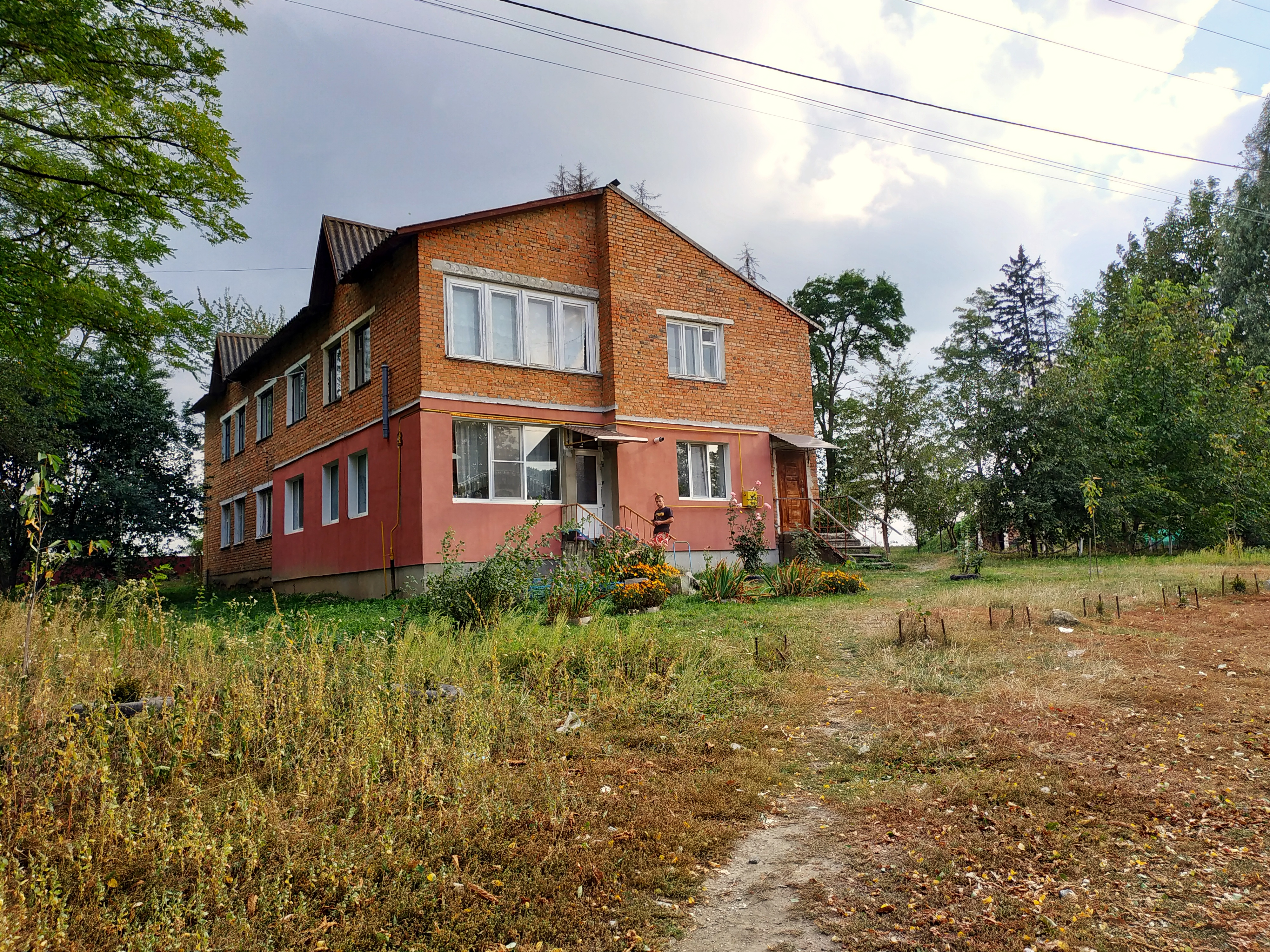
Двоповерховий будинок
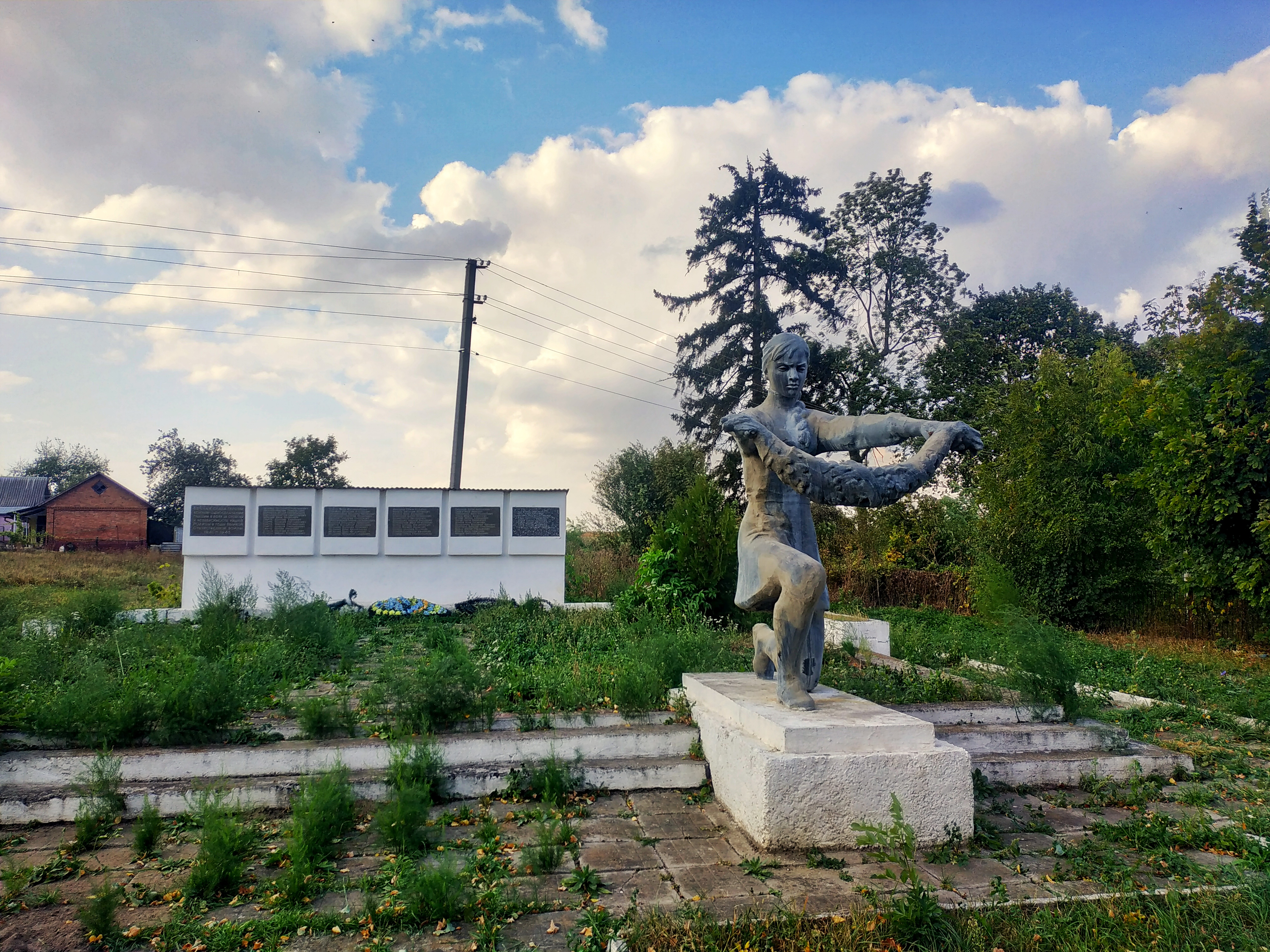
Пам’ятний знак воїнам-односельчанам
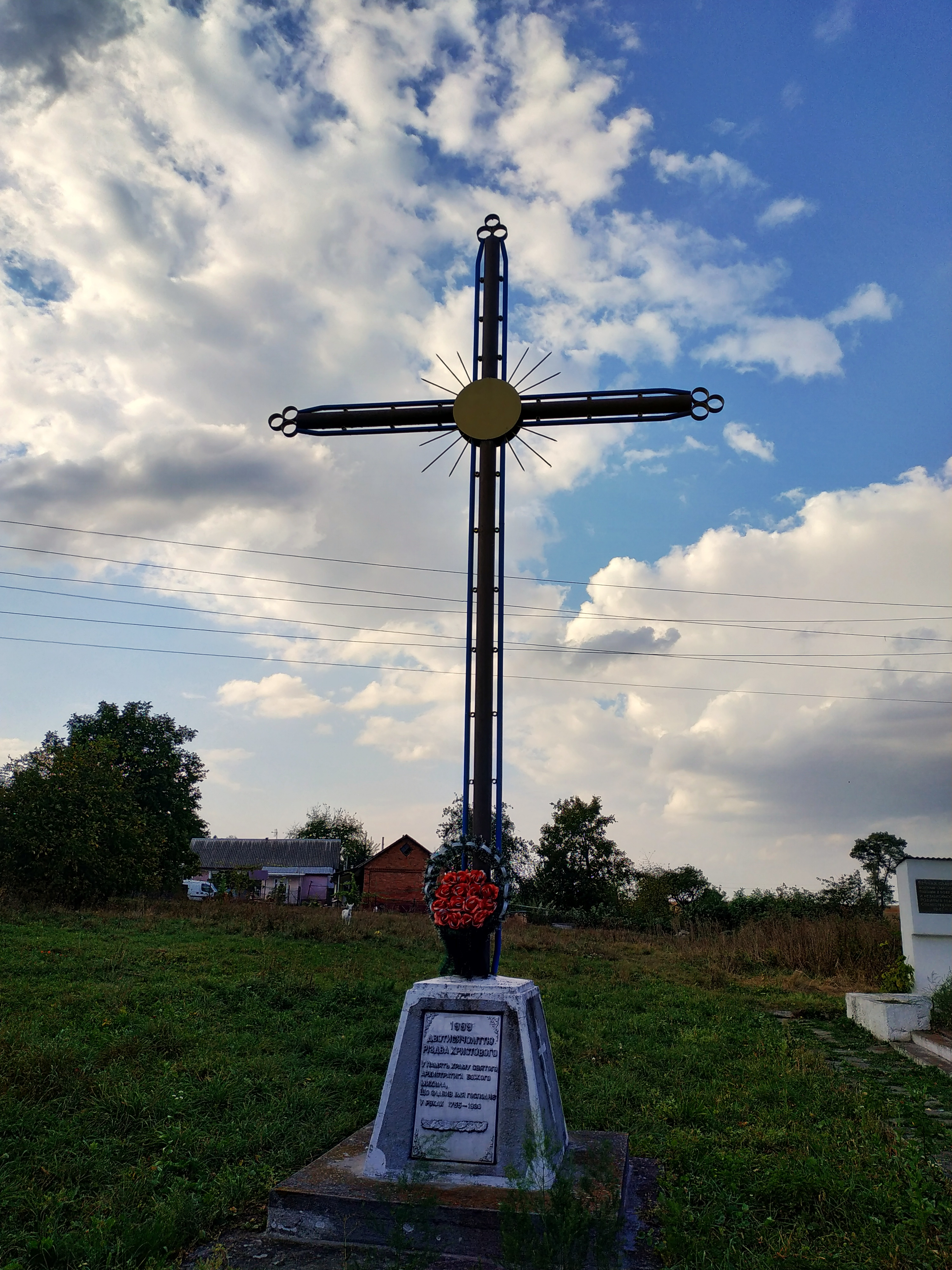
Хрест на честь 1000-річчя хрещення Русі, що стоїть на місці старої церкви, знесеної у 1936 р.
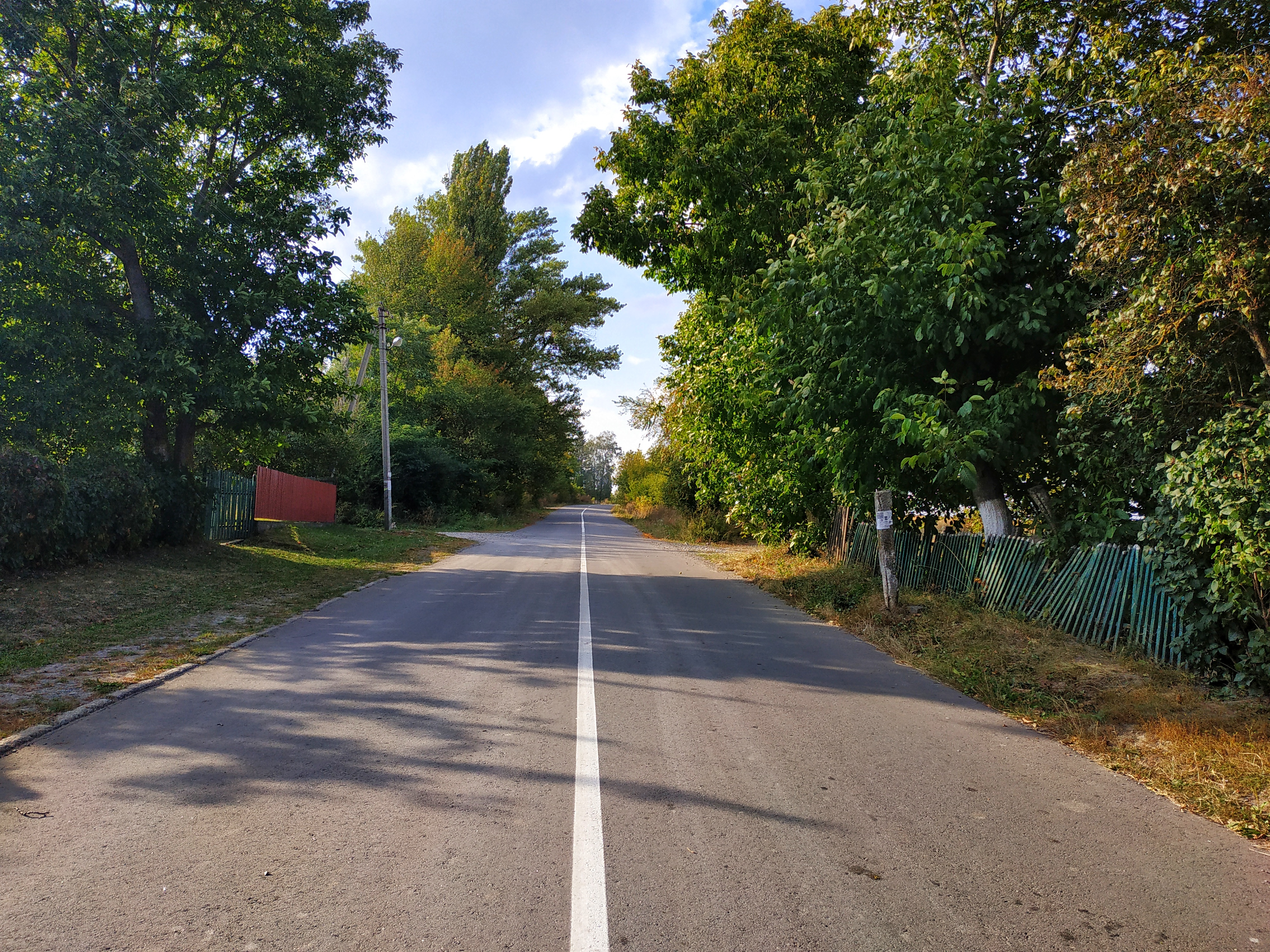
Вулиця Молодіжна
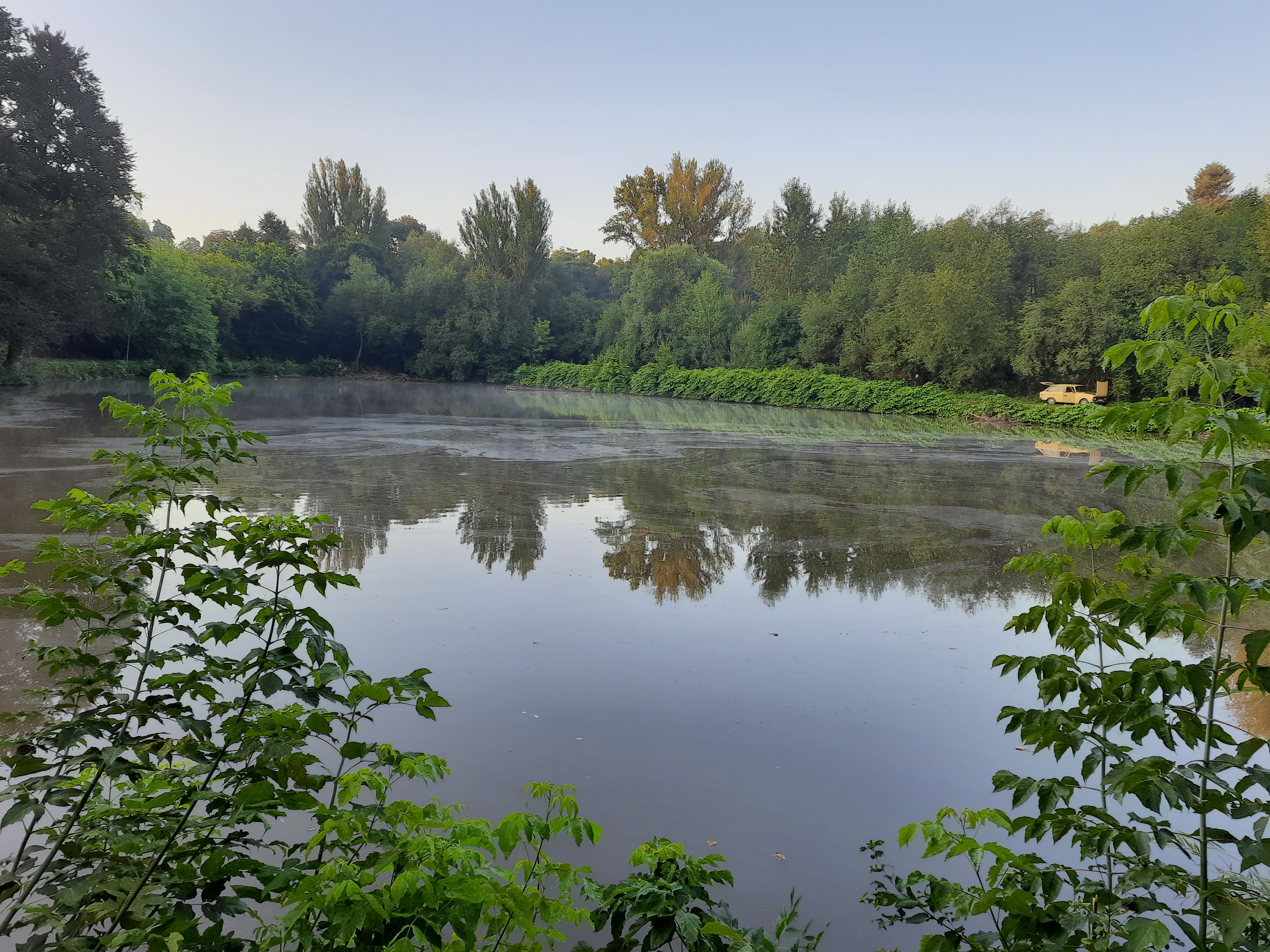
Став біля села